# 샹그릴라 호텔

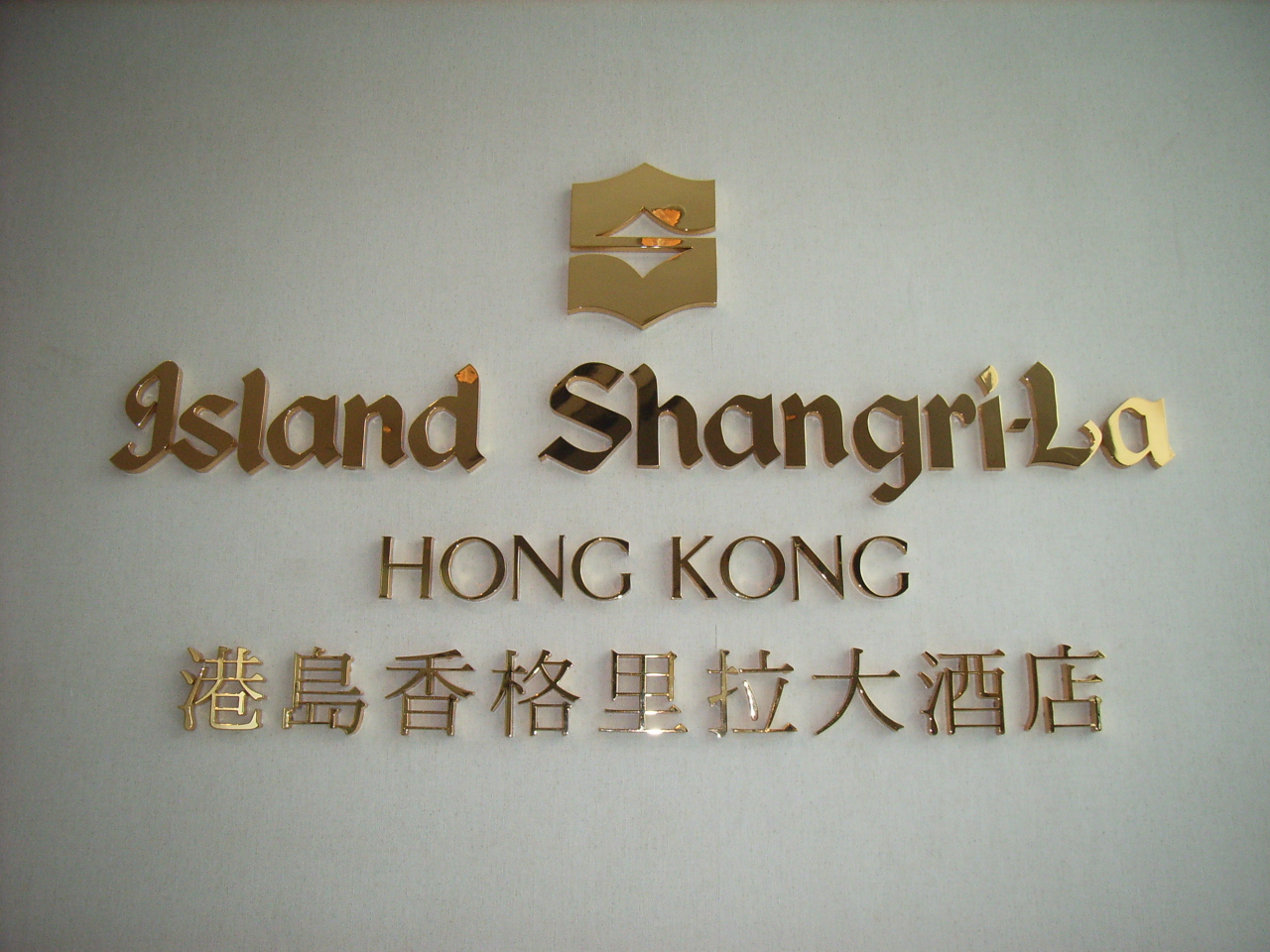
홍콩 아일랜드 샹그릴라 호텔의 로고

샹그릴라 호텔(香格里拉酒店集團, Shangri-La Hotels and Resorts)은 홍콩에 본사를 둔 호텔체인이다. 이 호텔은 아시아에 본거지를 두고 있는 중 최대규모의 고급호텔그룹이다.
1971년에 싱가포르에서 최초로 개업한 이래 현재는 전 세계에 65개의 호텔과 리조트, 객실 규모 27000개를 자랑한다. 1989년에 설립, 주로 비즈니스 출장객들을 상대하는 트레이더스 호텔(Traders Hotel)은 같은 계열의 자매브랜드 호텔이다.

2018년 6월, 싱가포르에서 열린 북미정상회담 당시 트럼프 미국 대통령이 머물렀다. 7월 13일에는 문재인 대통령이 교포 간담회를 열었다.
그 밖에도 세계의 여러정상들이 전세계의 샹그릴라 호텔체인을 이용하였다.
말레시아 캐리그룹 소유 호텔